# 冬之花
〈冬之花〉（日语：冬の花）是宮本浩次的第一首限量單曲，也是日劇《後妻業》的主題歌，由Universal SIGMA 於2019年2月12日發布。收錄於專輯《宮本、獨步。》。

## 概要
《冬之花》是關西電視台製作的富士電視劇《後妻業》的主題曲。它是在與戲劇製作團隊互動後製作的。宮本將這首歌描述為“歌謠”。

## 人氣
在2019年2月25日的Oricon每週數字單曲排名獲得第二名，2019年以6.4萬次下載量排名第79位。
因為MV中宮本浩次開車的片段酷似系列中的拓也嘶吼的鏡頭，而這個片段又剛好在副歌的部分，使得在中国影片網站bilibili裡面有很多關於冬之花的惡搞作品。

## 軼事
米津玄師的歌曲KICK BACK的某一個拍攝地點與這首歌是一樣的，而且還有米津玄師被車撞的鏡頭，使得在YouTube裡面有相關二創作品。

## 引用
1. ↑  .   [2022-01-29]. （原始内容存档于2022-01-29）.
2. ↑  .   [2022-01-29]. （原始内容存档于2022-01-29）.
3. ↑  .   [2022-01-29].